# Grace McKenzie
Grace McKenzie (n. 8 iulie 1903, Garston⁠(d), Watford⁠(d), Anglia, Regatul Unit al Marii Britanii și Irlandei – d. august 1988, Liverpool, Anglia, Regatul Unit) a fost o înotătoare ce a reprezentat Regatul Unit al Marii Britanii și al Irlandei de Nord, medaliată olimpică. A participat la 2 ediții ale Jocurilor Olimpice (1920, 1924) în care a câștigat 4 medalii de argint.